# تأثير اجتماعي معياري
التأثير الاجتماعي المعياري أحد مظاهر سلوك الامتثال. وهو «تأثير الآخرين الذي يؤدي إلى اتباع أمر يجعلنا مرتبطين بهم ومقبولين من قِبلهم.» وهذا غالبًا يؤدي إلى القبول العام— لا القبول الخاص بالضرورة — للمعايير الاجتماعية للمجموعة. وتشير المعايير الاجتماعية إلى القواعد غير المكتوبة التي تحكم السلوك الاجتماعي. وتعتبر هذه معايير سلوكية مألوفة يتشاركها المنتمون لثقافة ما بصورة موسعة تم توضيح متى يميل الناس إلى اتباع التأثير الاجتماعي المعياري في نظرية الأثر الاجتماعي لـبيب لاتين. تذكر نظرية الأثر الاجتماعي أنه كلما كانت المجموعة أكثر أهمية؛ اقتربت المسافة المادية بين المجموعة وذات المرء، كما أن جميع عدد الأفراد المنتمين للمجموعة يؤثر في احتمالية اتباع المرء للمعايير الاجتماعية للمجموعة. ويمكن أن يشار إلى هذا أيضًا بعبارة «التأثير المعياري» والذي يوصف بأنه ظاهرة تحدث عندما يقدم سلوك شخص آخر معلومات عما يعتبر مناسبًا.

## البحوث
لقد أجرى سليمان آش تجارب الامتثال التقليدية الخاصة به في محاولة لاكتشاف إذا ما كان سيستمر الأفراد في المتابعة عندما تتضح الإجابة الصحيحة. وقام بخلق وهم، بالاعتماد على شركائه، بأن مجموعة المشاركين كلها اقتنعت بشيء كان زائفًا بوضوح. وفي هذا الموقف، امتثل المشاركون في نحو ثلث مرات المحاولات حيث قدم الشركاء إجابات زائفة بوضوح. وعندما طُلب جعل الأحكام سرية؛ قدم المشاركون الإجابة الصحيحة في أكثر من 98% من المرات. ولعب التأثير الاجتماعي المعياري دورًا واضحًا في اتخاذ المشاركين للقرار. وجد شولتز (1999) أن الأسر التي تتلقى مزيدًا من الرسائل المعيارية والتي تصف تكرار وكمية مواد إعادة التدوير أسبوعيًا؛ بدأ يظهر لها أثر مباشر على كلٍ من تواتر الأسر وكمية مواد إعادة التدوير الموضوعة بجانب الرصيف. وكان التغيير المفاجئ ناتج عن أن عادات المساهمة في إعادة التدوير لدى «الجيران الآخرين» كان لديها أثر معياري مباشر على الأسرة لتغيّر عاداتها. وظهرت نتائج مماثلة في الفنادق حيث زاد استخدام المناشف بنسبة 28% من خلال الرسائل المعيارية.
في الوقت الذي تشير فيه التجارب المذكورة أعلاه بوضوح إلى أن مشاهدة كيفية تصرف الآخرين بصورة مباشرة يمكن أن يؤثر على السلوك؛ فإن البحوث المعاصر تشير إلى أن التجربة الشخصية المباشرة ليست ضرورية للميل المعياري. فالبحث يشير إلى أن الرسائل المكتوبة التي ترشد إلى كيف ينبغي أن يتصرف الأفراد أو التي تصف كيف يتصرف غالبية الأفراد في موقف معين يمكن أن تؤدي إلى نفس السلوك المعياري لدى الأفراد.
قارن أيضًا بـ «التأثير الاجتماعي المعلوماتي» أو العقل الجمعي حيث ينظر الأفراد إلى الآخرين لتحديد أفضل ما يمكن القيام به من مجموعة الأفعال لمواجهة موقف معين.

## الأنواع
يوجد نوعان من المعايير الاجتماعية التي تحدث تأثيرًا. وبالرغم من أن النتيجة والتي هي الامتثال تعتبر واحدة لنوعي التأثير؛ إلا أن الدافع وراء الامتثال يختلف في كل حالة. فالمعايير الواجبة تحث على الامتثال بافتراض ضمني أن مجموعة اجتماعية معينة توافق أو ترفض موقفًا أو سلوكًا معينًا. والمعايير الوصفية تشير ضمنًا إلى أن أي موقف أو سلوك يكون مشتركًا بين أعضاء المجموعة بغض النظر عن الموافقة عليه.

## الوظائف
في الكثير من الحالات يساعد التأثير الاجتماعي المعياري على تعزيز التماسك الاجتماعي. فعندما يمتثل غالبية أعضاء مجموعة ما للمعايير الاجتماعية؛ تصبح المجموعة أكثر استقرارًا. وهذا الاستقرار يترجم إلى تماسك اجتماعي حيث يسمح لأعضاء المجموعة بالعمل معًا تجاه تحقيق تفاهم مشترك أو تحقيق «الصالح العام».

## الحياة اليومية
يوجد التأثير الاجتماعي المعياري في حياتنا اليومية بداية من اتجاهات الموضة حتى عادات أماكن العمل. ويتضمن أحد أكثر أشكال التأثير الاجتماعي المعياري المتكررة اتباع التحديدات الثقافية لـ«نوع الجسم المثالي». ففي الثقافة الغربية، وتحديدًا النمط الأمريكي؛ فإن الجسم الأنثوي المثالي هو الملائم والمتناسق. وكذلك يخضع الذكور أيضًا لهذه الظاهرة. وقد أظهرت الدراسات أن «الجسم المثالي» للذكور تغير قليلًا عبر السنوات ليصبح المتضمن لمزيد من العضلات.

## وسائل الإعلام
تبذل وسائل الإعلام تأثيرًا اجتماعيًا معياريًا من خلال نشر الانحرافات عن المعايير الاجتماعية لمجموعة أو مجتمع ما. فعندما يوصف أحد الأفعال بأنه منحرف فإنه يعزز المعيار الاجتماعي تجاه الفعل ويطالب الشخص المنحرف أيضًا بالامتثال «بغض النظر عن ميله الخاص» أو رفض المعيار الاجتماعي بصورة معلنة.